# Zink-Cobalt-Spinell
Der Zink-Cobalt-Spinell, auch Zinkkobaltspinell, Zinkkobaltit bzw. Zinkcobaltit, Zinkdicobalttetroxid oder Zinkcobalt(III)-oxid genannt, ist eine Verbindung des zweiwertigen Zinks und des dreiwertigen Cobalts mit der Summenformel ZnCo2O4. Dieses Mischoxid ist sehr eng mit dem Cobalt(II,III)-oxid Co3O4 verwandt: Es hat wie dieses die kubische Spinellstruktur mit der Raumgruppe Fd3m (Raumgruppen-Nr. 227)  und bildet mit ihm eine Mischkristallreihe.

## Darstellung
ZnCo2O4 entsteht beim Glühen von Zink- und Cobaltsalzen (Carbonate, Nitrate, Oxide oder Hydroxide) im stöchiometrischen Mengenverhältnis (2 Co:1 Zn).
{\displaystyle \mathrm {Zn(NO_{3})_{2}+2\ Co(NO_{3})_{2}\longrightarrow ZnCo_{2}O_{4}+6\ NO_{2}+O_{2}} }
Bildung des Zinkcobaltspinells beim Glühen von Zinknitrat und Cobalt(II)-nitrat. Co(II) wird durch das Nitrat zu Co(III) oxidiert.
Da Co2+ beim Erhitzen an Luft zu Co3+ oxidiert werden kann, ist es bei der Herstellung an Luft unerheblich, ob von zwei- oder dreiwertigen Cobaltsalzen ausgegangen wird:
{\displaystyle \mathrm {ZnCO_{3}+2\ CoCO_{3}+{\tfrac {1}{2}}\ O_{2}\longrightarrow ZnCo_{2}O_{4}+3\ CO_{2}} }
Bildung des Zinkcobaltspinells beim Glühen von Zinkcarbonat und Cobalt(II)-carbonat an Luft
Zur Synthese kann z. B. aus wässriger Lösung das gemischte Salz ZnyCo2−y(OH)3NO3 ausgefällt werden, das dann bei 350–450 °C in Luft zum Spinell umgesetzt wird, oder es wird ein Gemisch aus 1 mol Zn(NO3)2 · 6 H2O und 2 Mol Co(NO3)2 · 6 H2O auf 800–850 °C erhitzt. Bei zu geringen Cobaltmengen entsteht statt des Spinells das ZnO · CoO-Mischoxid Rinmans Grün, bei größeren Cobaltmengen entstehen Mischoxide aus Co3O4 und ZnCo2O4, ZnxCo3−xO4.

## Eigenschaften
Der Spinell ZnCo2O4 ist dunkelgrün bis schwarz. Je nach Herstellungsbedingungen (vor allem je nach Sauerstoffpartialdruck) kann er p- oder n-halbleitend sein. Wie Co3O4 ist ZnCo2O4 oberhalb von 900 °C instabil, gibt Sauerstoff ab und zerfällt in ZnO, CoO bzw. Mischoxide daraus. Zink-Cobalt-Spinell ist in Natronlauge und in warmer konzentrierter Salzsäure unlöslich. Das Pulver wird von einem Magneten nicht merklich angezogen.
Mit Stand Anfang 2016 besitzt Zinkkobaltit keine wesentlichen Anwendungen, diskutiert werden aber mögliche Verwendungen in dunkelgrünen Pigmenten, als Anodenmaterial in Lithium-Ionen-Batterien, als Katalysator oder Kokatalysator oder als Elektrodenmaterial, z. B. in photoelektrochemischen Zellen.

## Historisches
Der spätere Nobelpreisträger Giulio Natta entdeckte zusammen mit M. Strada den Zinkcobaltspinell und bestimmten seine Struktur. Sie erhielten den Spinell als „harte, tiefgrüne, fast schwarze Masse“ und erkannten, dass er isomorph ist mit Co3O4. Später führte Natta bei der Suche nach einer verbesserten Darstellung von Methanol aus CO und H2 viele Versuche mit Mischoxiden des Zinkoxids ZnO als Katalysator aus, auch mit dem Zinkcobaltspinell. In der 1932 veröffentlichten Arbeit „Kobaltitmodifikation des Rinmangrüns“ heißt es, dass es „zwei verschiedene Sorten von Rinmangrün“ gebe, das gewöhnliche mit zweiwertigem Cobalt und die „Modifikation“, der Spinell mit dreiwertigem Cobalt. Diese irreführende Beschreibung zweier verschiedener Substanzen als „Rinmangrün“ führte später zur fehlerhaften Angabe, Rinmans Grün wäre generell der Spinell ZnCo2O4.